# Egoitz Rodríguez Olea
Egoitz Rodríguez Olea (Galdakao, 22 de novembre de 1978) és un director de cinema basc.
Va estudiar audiovisuals a la facultat de Ciències Socials i de la Informació en la Universitat del País Basc, i en els darrers anus de carrera va treballar com a becari de realització d'Euskal Telebista. El 2000 va començar a treballar a la productora audiovisual Baleuko SL, on comença a fer el seu primer documental sobre els bascos al Tercer Reich. fins que el 2003 va dirigir el seu llargmetratge d'animació Betizu izar artean (Betizu entre les estrelles), en el que va introduir-se en el món de l'animació en 3D. El seu següent llargmetratge d'animació Betizu eta urrezko zintzarria fou candidata al Goya a la millor pel·lícula d'animació als XXII Premis Goya. També va fer la sèrie d'animació Unibertsolariak.

## Filmografia
- 2002: Los esclavos vascos del III Reich (documental)[4]
- 2003: Betizu izar artean
- 2006: Betizu eta Xangaduko misterioa
- 2007: Betizu eta urrezko zintzarria
- 2011: Zerutik sua dator! (documental)[5]